# Faraján
Faraján és un poble de la província de Màlaga (Andalusia), que pertany a la comarca de la Serranía de Ronda.

## Història
Els orígens del municipi es remunten a l'època àrab quan Faraján —de l'àrab فرحان farhān, lloc alegre o deleitós, com el municipi granadí de Farfán—, era lloc de repòs i descans. Després de la conquesta cristiana, el poble va quedar pràcticament abandonat sent repoblat amb famílies cristianes. Després de la Guerra de la Independència contra els francesos (1808-1814), Faraján va rebre el títol de Vila pel seu valor i fidelitat.